# Iowa

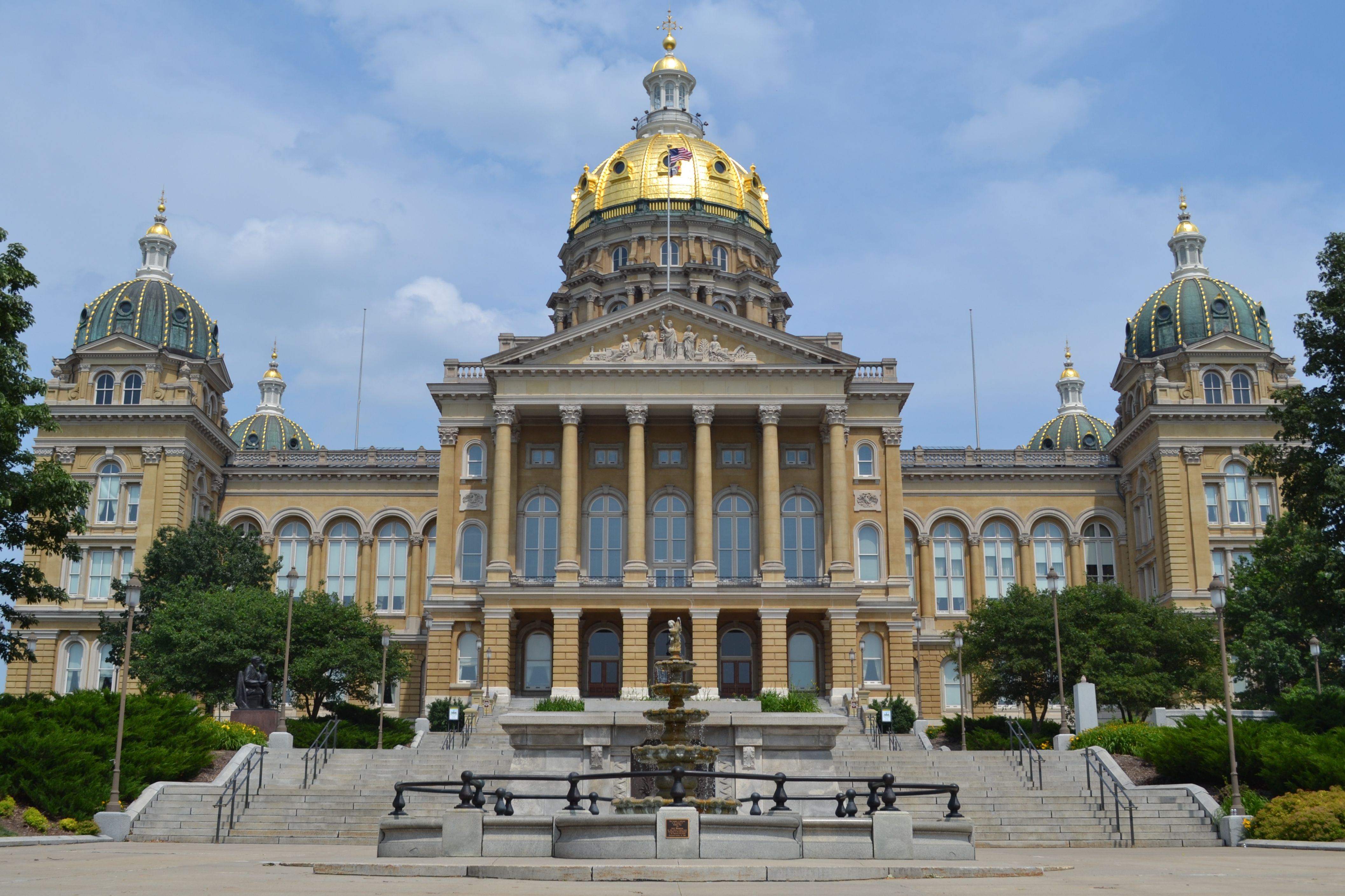
Iowa State Capitol, Sitz der State Legislature (2013)

Iowa (englische Aussprache [ˈaɪ̯əwə] ⓘ) ist ein Bundesstaat im Mittleren Westen der Vereinigten Staaten von Amerika. Er grenzt im Osten an den Mississippi River, im Westen an den Missouri River und den Big Sioux River, im Nordosten an Wisconsin, im Osten und Südosten an Illinois, im Süden an Missouri, im Westen an Nebraska, im Nordwesten an South Dakota und im Norden an Minnesota.
Iowa ist flächenmäßig der 26. und mit 3,19 Millionen Einwohnern der 31. bevölkerungsreichste der 50 US-Bundesstaaten. Die Hauptstadt des Bundesstaates, die bevölkerungsreichste Stadt und der größte Ballungsraum, der vollständig im Bundesstaat liegt, ist Des Moines. Ein Teil des Großraums Omaha, Nebraska, erstreckt sich über drei Bezirke im Südwesten Iowas rund um Council Bluffs. Weitere bedeutende Städte sind Iowa City, Cedar Rapids, Waterloo, Cedar Falls, Dubuque, Sioux City und ein Teil der Quad Cities um Davenport. Trotz der stark ländlich geprägten Struktur des Staates, geht der Trend immer mehr hin zur Verstädterung, während kleine Gemeinden und ländliche Gebiete an Bevölkerung verlieren.
Wie viele andere Bundesstaaten hat Iowa seinen Namen von seinem Vorgänger, dem Iowa-Territorium, dessen Name sich wiederum vom Iowa River und schließlich vom Ethnonym des indigenen Volkes der Iowa bzw. Ioway ableitet. Die Ioway sind ein Chiwere-sprechendes Siouan-Volk, das einst Teil der Ho-Chunk-Konföderation war, die das Gebiet bewohnte, das heute mehreren Staaten des Mittleren Westens entspricht.
Im 18. und frühen 19. Jahrhundert war Iowa ein Teil von Französisch-Louisiana und Spanisch-Louisiana; die Flagge des Bundesstaates ist deshalb der französischen Flagge nachempfunden. Nach dem Kauf von Louisiana durch die USA, wurde die Besiedlung der Westseite des Mississippi gefördert und die Umsiedlung der Indianer nach Westen teilweise gewaltsam forciert. Ab den 1830er Jahren legten Pioniere den Grundstein für eine landwirtschaftlich geprägte Wirtschaft im Herzen des Corn Belt. 1838 wurde zunächst das Iowa-Territorium aus Teilen des Missouri Territoriums geschaffen, aus dessen südöstlichen Teil 1846 schließlich der 29. Bundesstaat der USA entstand. In der zweiten Hälfte des 20. Jahrhunderts begann Iowas Agrarwirtschaft, sich zu einer diversifizierten Wirtschaft mit fortschrittlicher Fertigung, Verarbeitung, Finanzdienstleistungen, Informationstechnologie, Biotechnologie und grüner Energieerzeugung zu entwickeln. Bekannte Unternehmen mit Sitz in Iowa sind die Einzelhandelsunternehmen Hy-Vee und Casey's sowie das Finanzunternehmen Principal Financial Group.
Politisch ist Iowa bekannt für die Iowa Caucuses, ein einflussreiches Ereignis in der nationalen Politik während der Vorwahlen, sowie für seine hohe Wahlbeteiligung und seine führende Rolle bei der Durchsetzung der Bürgerrechte, einschließlich der frühen Annahme oder Unterstützung des Wahlrechts für Schwarze, der Frauenrechte und der gleichgeschlechtlichen Ehe. Iowas Lebensstandard gehört zu den besten des Landes, und es schneidet in Bereichen wie Regierungsführung, Bildung, Infrastruktur und Sicherheit gut ab.

## Geografie

### Geografische Lage
Iowa liegt im Mittleren Westen der USA. Der Staat grenzt im Norden an Minnesota, im Westen an Nebraska und South Dakota, im Süden an Missouri und im Osten an Wisconsin und Illinois.
Der Mississippi River bildet die östliche Grenze des Staates. Im Westen bilden ebenfalls Flussläufe die Staatsgrenze – südlich von Sioux City ist es der Missouri River, nördlich davon der Big Sioux River. Die Topographie des Staates ist durch hügelige Ebenen gekennzeichnet. Löss-Erhebungen finden sich entlang der Westgrenze, manche sind mehrere hundert Meter dick. Zu den wenigen natürlich entstandenen Seen zählen die sogenannten Iowa Great Lakes – namentlich unter anderem Big Spirit Lake, East Okoboji Lake und West Okoboji Lake. Sie befinden sich im Nordwesten des Bundesstaats in unmittelbarer Nähe der Grenze zu Minnesota.
Die jährliche Regenmenge in Iowa nimmt gegen Nordwesten hin ab. Die waldreicheren Gebiete des Südens und Ostens gehen im Norden und Westen in die Hochgrasprärie der Great Plains über.
Der tiefste Punkt ist der Mississippi River bei Keokuk in Südost-Iowa (175 m); der höchste Punkt ist Hawkeye Point (509 m). Im Verhältnis zur Fläche sind die Höhenunterschiede gering.
Mit einer Gesamtfläche von 145.743 km² liegt Iowa auf Platz 26 im Mittelfeld aller US-Bundesstaaten nach Flächengröße. 1.042 km² (0,71 Prozent) des Bundesstaates sind Wasserflächen.

### Ausdehnung des Staatsgebiets
Iowa erstreckt sich über eine Breite von 320 km von 40°36'N bis 43°30'N und hat eine Länge von 500 km von 89°5'W bis 96°31'W.

### Gliederung
- Liste der Countys in Iowa

## Namensherkunft
Der Name des Bundesstaates geht auf das Iowa-Territorium zurück und ist ursprünglich vom Volk der Iowa bzw. Ioway abgeleitet.

## Bevölkerung

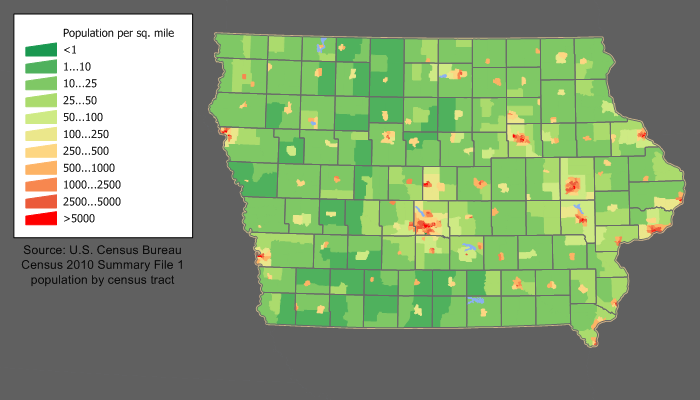
Bevölkerungsdichte

Iowa hat 3.156.145 Einwohner (Stand: 2018 geschätzt), davon sind 88,7 Prozent Weiße, 5,0 Prozent Hispanics oder Latinos, 2,9 Prozent Schwarze oder Afroamerikaner, 1,7 Prozent Asiatische Amerikaner und 0,4 Prozent Abkömmlinge amerikanischer Ureinwohner.
Die meisten Bewohner Iowas haben europäische Vorfahren. Dabei bilden die Deutschstämmigen mit etwa 36 Prozent (2014) die mit Abstand größte Gruppe. Die Amana Colonies am Iowa River sind heute noch deutsch geprägt.

### Religionen
Größte Religionsgemeinschaft in Iowa ist die römisch-katholische Kirche, zu der sich rund 23 Prozent der Bevölkerung zählen. Die einzelnen protestantischen Glaubensgemeinschaften sind deutlich weniger stark vertreten. Werden jedoch die verschiedenen protestantischen Gruppierungen addiert, ist Iowa eher protestantisch geprägt. Die mitgliederstärksten Religionsgemeinschaften im Jahre 2000 waren die Katholische Kirche mit 558.092, die Evangelisch-Lutherische Kirche in Amerika mit 268.543 und die United Methodist Church mit 248.211 Anhängern.
Bekannt wurde das Gebäude „Trinity Church“ des Ortes Manning.
Wegen der verringerten Gemeinde wurde sie auf einem Tieflader mühsam in einen 10 km entfernten Ort transportiert.
Auf die Frage „Was ist Ihre Religion?“ antworteten 2001 die Einwohner Iowas:
- 23 % Katholiken
- 16 % Lutheraner
- 13 % Methodisten
- 6 % andere Religionen
- 5 % keine Antwort
- 5 % Baptisten
- 5 % andere Christen
- 3 % Presbyterianer
- 2 % Protestanten
- 2 % Pfingstbewegung
- 2 % Kongregationalisten/United Church of Christ
- 1 % Church of Christ

### Größte Städte
| Ort             |                 |  |         | Einwohner |
| Des Moines      | Des Moines      |  | 214.133 | 214.133   |
| Cedar Rapids    | Cedar Rapids    |  | 137.710 | 137.710   |
| Davenport       | Davenport       |  | 101.724 | 101.724   |
| Sioux City      | Sioux City      |  | 85.797  | 85.797    |
| Iowa City       | Iowa City       |  | 74.828  | 74.828    |
| West Des Moines | West Des Moines |  | 68.723  | 68.723    |
| Ankeny          | Ankeny          |  | 67.887  | 67.887    |
| Waterloo        | Waterloo        |  | 67.314  | 67.314    |
| Ames            | Ames            |  | 66.427  | 66.427    |
| Council Bluffs  | Council Bluffs  |  | 62.799  | 62.799    |
| Census 2020     |                 |  |         |           |

## Geschichte
Im Nordosten des Bundesstaates liegt am Ufer des Mississippi Rivers das Effigy Mounds National Monument, eine Gedenkstätte und archäologisches Schutzgebiet für Mounds genannte künstliche Hügel, die von einer frühen indigenen Kultur in der Woodland-Periode zwischen 500 v. Chr. und etwa dem Jahr 1200 errichtet wurden.
Der Staat wurde nach der Iowa-Nation benannt und 1846 der 29. Bundesstaat. Iowa wird auch Hawkeye State (Falkenauge-Staat) genannt, als Tribut an Häuptling Black Hawk.
Mit seinen fruchtbaren Prärien und dem Vorherrschen von Landwirtschaft gilt Iowa als einer der typischen Bundesstaaten des Mittleren Westens, denn 90 Prozent der Fläche werden landwirtschaftlich genutzt. Iowa wird auch Corn State genannt, wegen des Anbaus von Mais. Jagd und Fischfang sind beliebt. Außerdem findet man viele Parks von oftmals auch historischer Bedeutung.
Iowas erste Hauptstadt war Iowa City. Als der Bevölkerungsschwerpunkt durch die zunehmende Besiedlung nach Westen rückte, wurde beschlossen, die Hauptstadt näher zur geografischen Mitte des Staats zu verlegen. 1857 wurde Des Moines zur Hauptstadt bestimmt. Iowa unterstützte die Union während des Amerikanischen Bürgerkrieges. Innerhalb des Staatsgebietes fanden keine Schlachten statt. Die nächstgelegene Schlacht war die von Athens, Missouri (1861). Gouverneur Samuel J. Kirkwood schickte 116.000 Männer Iowas in die Unionsarmee (bei einer Gesamtbevölkerung von 675.000).

### Vorreiter bei Bürgerrechten
Iowa ist stets ein Vorreiter bei der Gewährung von Bürgerrechten gewesen. 1839 erklärte der Iowa Supreme Court, das höchste Gericht im Staate, die Sklaverei für ungesetzlich, Jahrzehnte, bevor im Nachgange des Bürgerkriegs diese Frage auf nationaler Ebene geklärt wurde. 1868 entschied das Gericht, dass auch Formen der Segregation – also etwa die Rassentrennung in Schulen – in Iowa unzulässig sind, während der Oberste Gerichtshof der USA erst 1954 im Fall Brown v. Board of Education ein entsprechendes Urteil gefällt hat. 1873 entschied der Iowa Supreme Court, dass Rassendiskriminierung in öffentlichen Einrichtungen gegen das Gesetz verstößt, fast hundert Jahre vor der gerichtlichen Entscheidung auf nationaler Ebene.
1869 wurde Iowa der erste Bundesstaat, der Frauen den Zugang zur Ausübung rechtswissenschaftlicher Berufe erlaubte.
2009 entschied der Iowa Supreme Court einstimmig, dass ein Staatsgesetz, das die Eheschließung Homosexueller verbietet, gegen den in der Staatsverfassung verankerten Gleichheitsgrundsatz verstößt und somit nichtig ist. Damit wurde Iowa der nach Massachusetts und Connecticut dritte Bundesstaat, in dem gleichgeschlechtliche Partner heiraten dürfen.

## Politik
| Jahr | Demokraten      | Republikaner    |
| ---- | --------------- | --------------- |
| 2024 | 42,52 % 707.278 | 55,73 % 927.019 |
| 2020 | 44,89 % 759.061 | 53,09 % 897.672 |
| 2016 | 41,74 % 653.669 | 51,15 % 800.983 |
| 2012 | 51,99 % 822.544 | 46,18 % 730.617 |
| 2008 | 54,04 % 818.240 | 44,74 % 677.508 |
| 2004 | 49,28 % 741.898 | 49,92 % 751.957 |
| 2000 | 48,60 % 638.517 | 48,22 % 634.373 |
| 1996 | 50,31 % 620.258 | 39,92 % 492.644 |
| 1992 | 43,35 % 586.353 | 37,33 % 504.890 |
| 1988 | 54,71 % 670.557 | 44,50 % 545.355 |
| 1984 | 45,89 % 605.620 | 53,27 % 703.088 |
| 1980 | 38,60 % 508.672 | 51,31 % 676.026 |
| 1976 | 48,46 % 619.931 | 49,47 % 632.863 |
| 1972 | 40,48 % 496.206 | 57,61 % 706.207 |
| 1968 | 40,82 % 476.699 | 53,01 % 619.106 |
| 1964 | 61,88 % 733.030 | 37,92 % 449.148 |
| 1960 | 43,22 % 550.565 | 56,71 % 722.381 |

Eine besondere Bedeutung kommt dem Staat in den Wahlkämpfen um die US-Präsidentschaft zu: Traditionell ist Iowa der Staat, in dem die ersten Vorwahlen der Parteien abgehalten werden. Sie verleihen der Bevölkerung Iowas in Wahljahren ein großes politisches Gewicht.
Ferner ist Iowa ein Swing State, in dem die Vorhersagen von Wahlausgängen schwierig sind. Zwar gab es in Iowa eine demokratische Dominanz von Ende der 1980er bis zur Jahrtausendwende, aber bei der Präsidentschaftswahl 2004 fiel Iowa, mit denkbar knappem Ergebnis, erstmals seit 1984 an die Republikaner. 2008 gewannen wieder die Demokraten die Mehrheit; 2012 gelang dies erneut. Bei der Wahl 2016 gewannen allerdings die Republikaner wieder deutlich; in keinem anderen Staat wechselten gegenüber 2012 so viele Countys von den Demokraten zu den Republikanern. Iowa wird als typisches Beispiel dafür betrachtet, dass der Rückhalt der Demokraten USA-weit in ländlichen Regionen gegenüber den 1990er Jahren deutlich zurückging. Aktuell stellt Iowa seit 2012 sechs Wahlmänner im Electoral College. 1988 waren es noch acht.

### Gouverneure
- Liste der Gouverneure von Iowa
- Liste der Vizegouverneure von Iowa

### Kongress
- Liste der Mitglieder des US-Repräsentantenhauses aus Iowa
- Liste der US-Senatoren aus Iowa

### Mitglieder im 119. Kongress
|  | Name                             | Mitglied seit | Parteizugehörigkeit |
|  | -------------------------------- | ------------- | ------------------- |
|  | Ashley Elizabeth Hinson Arenholz | 2021          | Republikaner        |
|  | Mariannette Jane Miller-Meeks    | 2021          | Republikaner        |
|  | Zach Nunn                        | 2023          | Republikaner        |
|  | Randall L. Feenstra              | 2021          | Republikaner        |

|  | Name           | Mitglied seit | Parteizugehörigkeit |
|  | -------------- | ------------- | ------------------- |
|  | Joni Kay Ernst | 2015          | Republikaner        |
|  | Chuck Grassley | 1981          | Republikaner        |

### Todesstrafe
1872 wurde die Todesstrafe in Iowa erstmals abgeschafft, aber bereits 1878 wieder eingeführt. 1965 wurde sie wieder abgeschafft. Bemühungen, die Todesstrafe für Fälle einzuführen, in denen Kinder entführt, sexuell missbraucht und getötet wurden, scheiterten 2006 im Senat von Iowa. Dennoch verurteilte im Jahr zuvor das Bundesbezirksgericht von Sioux City zwei Angeklagte zum Tode, was das erste Todesurteil in diesem Bundesstaat seit 40 Jahren war.

## Kultur und Sehenswürdigkeiten

### Musik
Die Metal-Band Slipknot stammt aus Des Moines. Ihr zweites Album wurde nach diesem Staat benannt.

### National Historic Trail
Der National Park Service (NPS) weist für Iowa zwei National Historic Trails aus:
- Mormon Trail
- Lewis and Clark National Historic Trail

Hinzu kommen sieben National Natural Landmarks (Stand 30. September 2017).

### Kulturdenkmäler

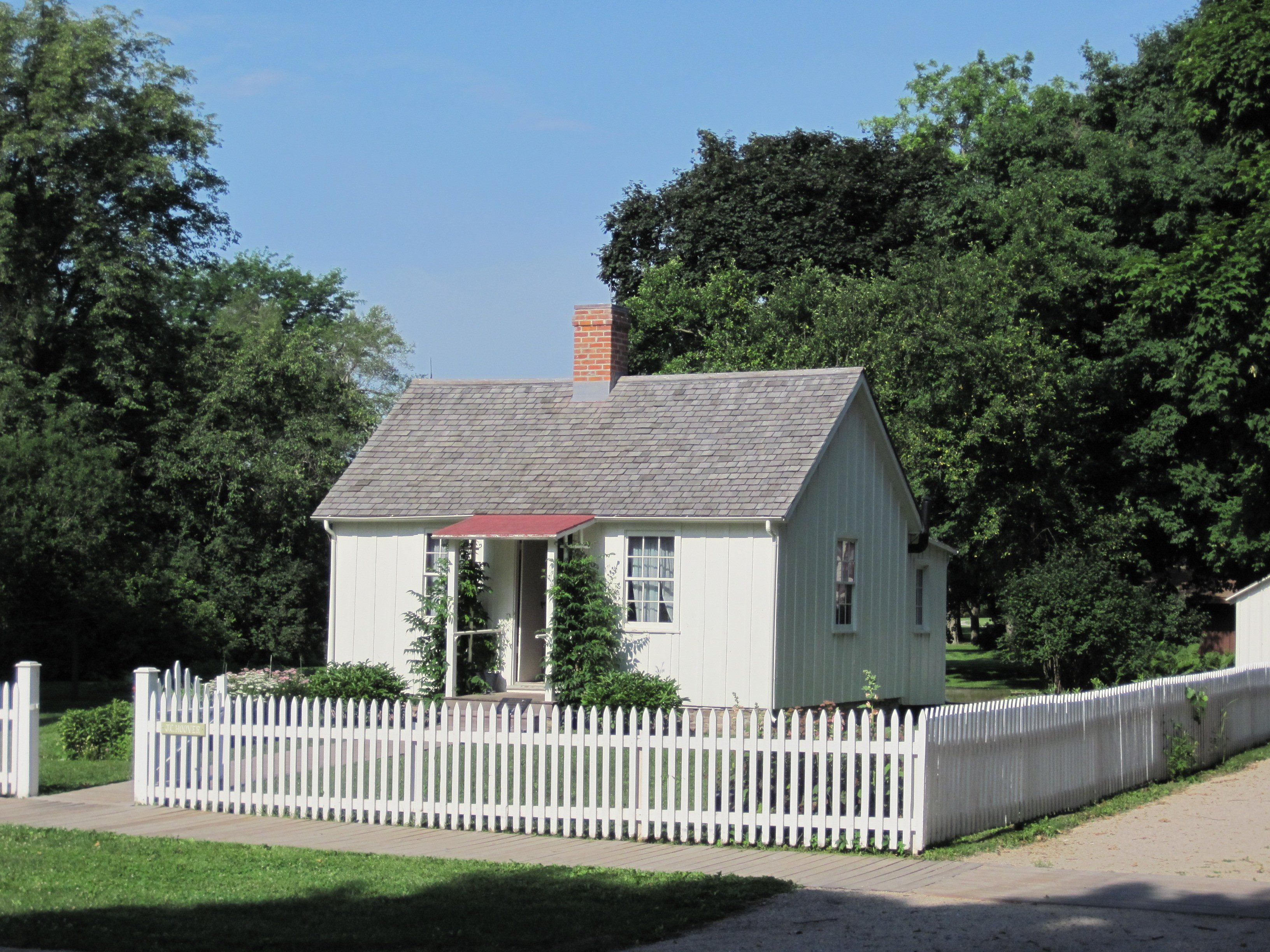
Geburtshaus von Herbert Hoover in der Herbert Hoover National Historic Site (2009)

Der NPS führt für Iowa eine National Historic Site und ein National Monument:
- Herbert Hoover National Historic Site
- Effigy Mounds National Monument

### National Wildlife Refuges
Vier National Wildlife Refuges und Teile von drei weiteren liegen im Bundesstaat. Es handelt sich um Naturschutzgebiete im Eigentum der USA, welche vom United States Fish and Wildlife Service betreut werden.
- Upper Mississippi River National Wildlife and Fish Refuge
- Driftless Area National Wildlife Refuge
- DeSoto National Wildlife Refuge
- Neal Smith National Wildlife Refuge
- Northern Tallgrass Prairie National Wildlife Refuge
- Port Louisa National Wildlife Refuge
- Union Slough National Wildlife Refuge

Des Weiteren gibt es in Iowa 26 National Historic Landmarks sowie 2365 Bauwerke und Stätten, die im National Register of Historic Places eingetragen sind (Stand 30. September 2017).

## Wirtschaft und Infrastruktur
Das reale Bruttoinlandsprodukt pro Kopf (engl. per capita real GDP) betrug im Jahre 2016 USD 57.028 (nationaler Durchschnitt der 50 US-Bundesstaaten: USD 57.118; nationaler Rangplatz: 20). Die Arbeitslosenrate lag im November 2017 bei 2,9 % (Landesdurchschnitt: 4,1 %).
Iowas Haupterzeugnisse sind Schweine, Mais, Sojabohnen, Kartoffeln, Rinder und Milchprodukte. Andere Erzeugnisse sind Güter zur Lebensmittelherstellung, Maschinen, Elektronik, chemische Produkte, außerdem Produkte des Druckgewerbes und der Metallindustrie.
In dem kleinen Dorf Froehlich im Nordosten von Iowa wurde der Traktor erfunden. Heute produziert der Traktorhersteller John Deere einen beachtlichen Teil seiner Produkte in den Werken in Davenport und Waterloo.
Der Bundesstaat Iowa ist Teil des Corn Belt.

## Bildung
Die wichtigsten staatlichen Hochschulen sind die Iowa State University, die University of Iowa, University of Northern Iowa und das Morningside College. Weitere Universitäten sind in der Liste der Universitäten in Iowa verzeichnet.